# حورية البحر
حوريات البحر أو عرائس البحر (باللاتينية: Mermaids)، وفي العربية الفصحى خَيْلان أو ابنة البحر، وقالوا أيضاً ابنة الماء أما عروسة البحر فظهرت في كلام العامة  هي حوريات أسطورية خيالية تسكن في البحار والبحيرات.
تصور بنات البحر أو حوريات البحر ككائنات تجمع بين صفات البشر والأسماك، فالقسم العلوي -وهو القسم البشري- يتمتع بكامل صفات البشر العلوية من الرأس إلى السرة، بينما القسم السفلي -وهو القسم السمكي- يتمتع بجسم سمكي من السرة إلى الذيل، ويوجد منها زوجين ذكر وأنثى. وحوريات البحر عادة يكن جميلات وساحرات ولهن حكايات عديدة توارثت بين عدة أجيال.

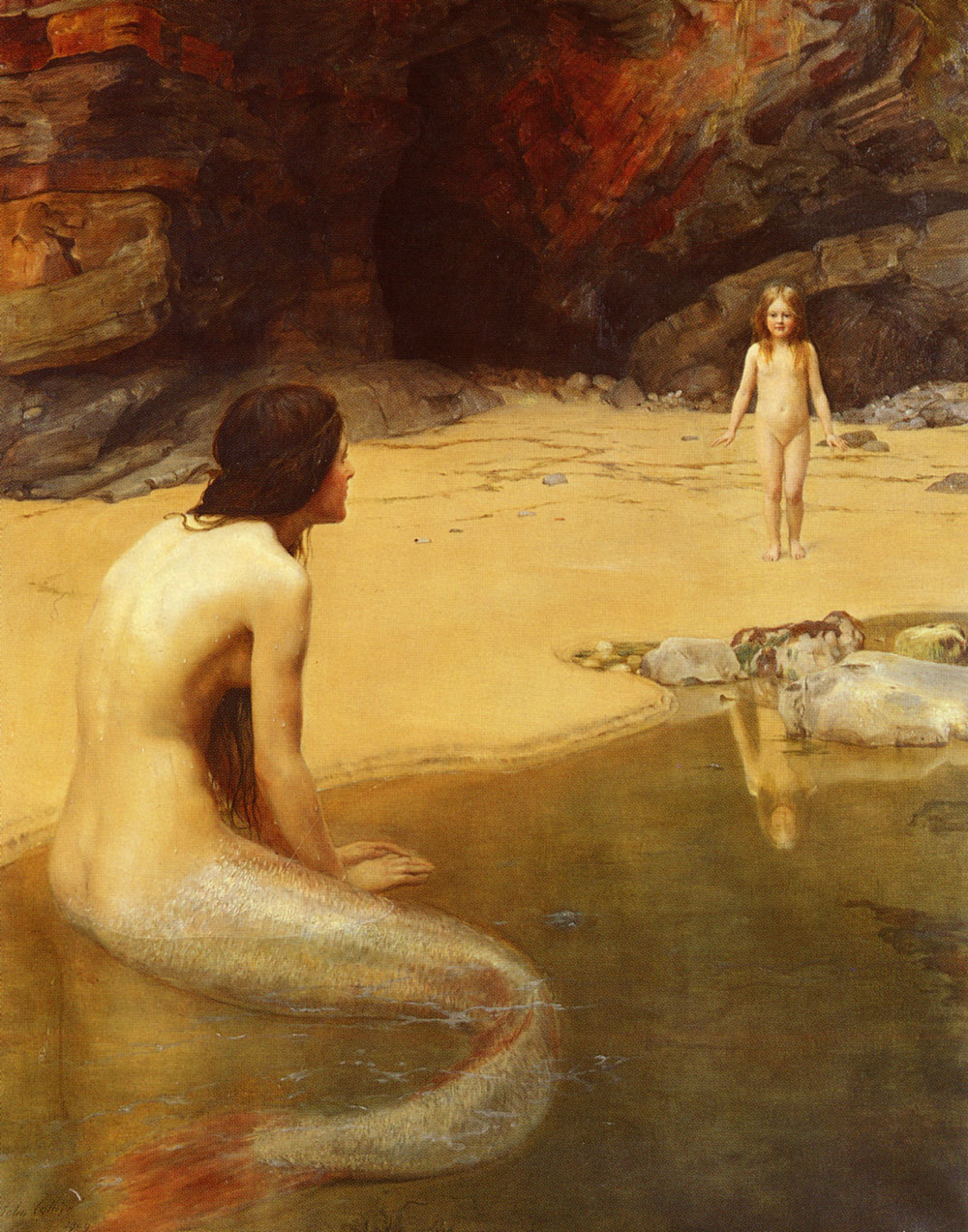
لوحة The Land Baby للفنان جون كولير John Collier

## التسمية
حُوريَّة صفة اسمية، من اسم حوراء مفرد الحور ومعناها الأنثى الحسناء نقية الصلبة، شديدة بياض العين. وبالإنجليزية (Mermaid) مكونة من كلمتين ( mere = البحر، الماء، البحيرة، maid = الفتاة الشابة، العذراء، العزباء، العاقر، البتراء، البتول)[بحاجة لمصدر].

## التاريخ

### الشرق الأدنى القديم
ظهرت أول قصص الحوريات البحرية عام 1000 ق.م، عندما أحبت الآلهة أتارجاتيس (بالإنجليزية: Atargatis)‏ -أم الملكة الآشورية سميراميس- أحد البشر ثم قتلته بغير قصد، فخجلت من فعلتها فألقت بنفسها في البحيرة لتصبح على شكل سمكة. لكن المياه لم تخف جمالها الإلهي، فأخذت صورة حورية - إنسانة فوق الخصر وسمكة تحت ذلك.

### في القصص العربية
يتضمن كتاب ألف ليلة وليلة بعض الحكايات عن أناس بحريين (مثل جلنار بنت البحر). تختلف تلك المخلوقات عن الحوريات البحرية في أنها كالبشر العاديين (الأرضيين) لكنهم -حسب ما ورد في القصة- قادرون على التنفس والعيش تحت الماء، بالإضافة إلى التزاوج مع البشر العاديين.

### في العصر الحديث
اشتهرت في أواخر القرن السادس عشر قصة البحار الفرنسي كاميرون إليدونيالديزو الذي صادف قبالة سواحل إحدى جزر قبرص حورية تعوم في الماء فقام بقذف شباكه نحوها واستطاع اصطيادها ففتن بجمالها وخبأها عن الناس واتخذها خليلة له، وأنجب منها 7 أبناء قبل أن يقوم بقتلها خوفاً من أن يظفر بها غيره بعد موته.

## ادعاءات الرؤية
توجد بعض الادعاءات المتفرقة في العالم برؤية حوريات بحرية، من بلاد مثل جاوة وكولومبيا البريطانية. فيوجد تقريران كنديان من منطقتي فانكوفر وفكتوريا، أحدهما فيما بين عامي 1870 و1890 والآخر في عام 1967.
في أغسطس 2009، عرضت مدينة كريات يام الإسرائيلية جائزة قدرها مليون دولار لمن يستطيع إثبات وجود حورية البحر على سواحلها، بعد أن أبلغ العشرات من الناس عن رؤية حورية البحر تخرج من الماء مثل الدلفين وتقوم بعدة حركات بهلوانية قبل أن تعود إلى الماء.

## روابط خارجية
- (بالإنجليزية) تاريخ الحوريات